# Jerry Seinfeld: 23 Hours to Kill
Jerry Seinfeld: 23 Hours To Kill ist ein US-amerikanischer Stand-up-Comedy-Film aus dem Jahr 2020. Benannt ist der Film nach dem Hauptdarsteller Jerry Seinfeld, der im Film, nach 22 Jahren, erneut ein Stand-up-Comedy hält. Auch ist der Titel eine Anspielung auf den Originaltitel des Films In Beirut sind die Nächte lang („24 Hours to Kill“). Die Regie führten Jake Paltrow und Joe DeMaio. Der Film wurde am 5. Mai 2020 auf Netflix veröffentlicht.

## Inhalt
Seinfeld hält nach Jahren erneut ein Stand-up-Comedy Special und philosophiert in einem New Yorker Theater über Kommunikation, schlechte Buffets in Las Vegas, zweifelhafte Restaurantbewertungen und über das Dessert Pop-Tarts.

## Hintergrund
Seinfeld schloss einen Vertrag mit dem Streaming-Dienst Netflix ab, zu dem auch die Rechte für Seinfeld und Comedians auf Kaffeefahrt gehörten, sowie zwei Stand-up-Specials und die Entwicklung von geskripteten und nicht geskripteten Comedy-Programme.
Das erste Special erschien am 19. September 2017 mit dem Titel Jerry Before Seinfeld.